# Moody Blue (песня)
«Moody Blue» — песня, ставшая знаменитой в исполнении Элвис Пресли, который её записал и выпустил как сингл в 1976 году.
По мнению Брюса Эдера с музыкального сайта AllMusic, «Moody Blue» был чуть ли не лучшим синглом из выпущенных Элвисом Пресли в 1970-е годы (англ. was just about as good a single as Elvis released in the 1970s).
В США эта песня в исполнении Пресли поднялась на 1 место в кантри-чарте (чарте синглов в жанре кантри, предшественнике теперешнего хит-парада Hot Country Songs) журнала «Билборд». В основном чарте — Hot 100 — того же журнала песня достигла 31 места. Кроме того, песня побывала на 2 месте в чарте Easy Listening (теперь Hot Adult Contemporary Tracks).
В Великобритании же в марте 1977 года сингл Элвиса Пресли с этой песней достиг 6 места в национальном чарте (UK Singles Chart).

## История создания
Автор песни — Марк Джеймс. Он же был первым, кто её записал и выпустил. Его версия вышла отдельным синглом в 1975 году.

## Чарты
| Чарт (1976–77)                                | Наив. поз. |
| --------------------------------------------- | ---------- |
| Австралия                                     | 17         |
| Канада (RPM Top Singles)                      | 57         |
| Канада (RPM Country Tracks)                   | 3          |
| Канада (RPM Adult Contemporary Tracks)        | 2          |
| Новая Зеландия                                | 7          |
| Великобритания (UK)                           | 6          |
| США (Billboard Hot 100)                       | 31         |
| США (Billboard Hot Country Singles)           | 1          |
| США (Billboard Hot Adult Contemporary Tracks) | 2          |

| Чарт (1977)                        | Наив. поз. |
| ---------------------------------- | ---------- |
| Австралия                          | 47         |
| США (Billboard Adult Contemporary) | 41         |
| Новая Зеландия                     | 26         |